# Lac Duval
Lac Duval är en sjö i Kanada.   Den ligger i regionen Outaouais och provinsen Québec, i den sydöstra delen av landet, 140 km nordväst om huvudstaden Ottawa. Lac Duval ligger 280 meter över havet. Arean är 12,0 kvadratkilometer. Den sträcker sig 9,7 kilometer i nord-sydlig riktning, och 6,7 kilometer i öst-västlig riktning.
I omgivningarna runt Lac Duval växer i huvudsak blandskog. Trakten runt Lac Duval är nära nog obefolkad, med mindre än två invånare per kvadratkilometer.